# El entrenador del año
El entrenador del año (título original: Coach of the Year) es un telefilme de 1980 dirigido por Don Medford y protagonizado por Robert Conrad, Erin Gray y Red West. Se estrenó el 20 de diciembre de 1980.

## Argumento
Jim Brandon es un jugador de los Chicago Bears, un equipo de fútbol americano profesional. Más tarde él se va a la guerra de Vietnam y regresa como veterano de esa guerra, pero también ha quedado parapléjico a causa de la guerra.
En casa él trata entonces de conseguir un empleo como entrenador de fútbol americano, pero no tiene éxito al respecto. Un día, al visitar la prisión juvenil St. Charles, Brandon decide ser un entrenador de fútbol allí. Quiere hacerlo, porque le gusta el desafío. Los chicos, jóvenes delinquentes, no le aceptan, pero hace todo para ser aceptado por ellos.
De esa manera, a través de su liderazgo y determinación al respecto, Brandon transforma la vida de los jugadores de su equipo de fútbol americano, enseñándoles valores como el trabajo en equipo y la perseverancia.

## Reparto
| Actor              | Personaje                |
| ------------------ | ------------------------ |
| Robert Conrad      | Jim Brandon              |
| Erin Gray          | Paula DeFalco            |
| Red West           | Superintendente Turner   |
| Daphne Reid        | Merissa Lane             |
| David Raynr        | Munroe Sweetlife Johnson |
| Ricky Paull Goldin | Andy DeFalco             |
| Alex Paez          | Hector Estrada           |
| Radames Torres     | Effie Peanut Rodriguez   |
| Louis Carello      | Eddie Lovella            |
| Dean Hill          | McLeash                  |

## Recepción
Hoy en día el telefilme ha sido valorada en portales cinematográficos. En IMDb, con 209 votos registrados, la película obtiene una media ponderada de 5,2 sobre 10. En cuanto a Rotten Tomatoes, los más de 50 votos registrados le dieron allí una valoración media de 2,7 de 5. También cabe destacar, que en el periódico La Vanguardia los usuarios que dieron allí su opinión al respecto le dieron al largometraje una aprobación del 67 %.